# 小行星25417
小行星25417（25417 Coquillette）是一颗绕太阳运转的小行星，为主小行星带小行星。该小行星于1999年11月19日发现。

## 轨道参数
小行星25417的轨道半长轴为335 356 226 km，2.2416860 UA，离心率为0.071。